# Louis Adam
Johann Ludwig (Louis) Adam,  född den 3 december 1758 i Müttersholtz, Elsass, död den 11 april 1848 i Paris, var en fransk musiker, far till Adolphe Adam.
Adam anställdes 1797 vid konservatoriet i Paris som pianolärare och danade där utmärkta lärjungar, som Kalkbrenner och Hérold. Han ansågs som en stor virtuos på piano och harpa samt grundlig tonsättare. Han utgav en för sin tid förträfflig pianoskola.